# 340-ва піхотна дивізія (Третій Рейх)
340-ва піхотна дивізія (Третій Рейх) (нім. 340. Infanterie-Division) — піхотна дивізія Вермахту, що входила до складу німецьких сухопутних військ у роки Другої світової війни. Сформована наприкінці 1940 року. З травня 1941 до січня 1942 року виконувала окупаційні функції на півночі Франції. У травні 1942 року перекинута на Східний фронт. Участь у боях на півдні Росії, в Україні, під Києвом, Житомиром, Винницею. У серпні 1944 року розгромлена в боях під Бродами.

## Історія
340-ва піхотна дивізія сформована 14 жовтня 1940 року в районі Шлезвіг у X військовому окрузі під час 14-ї хвилі мобілізації вермахту з частин та підрозділів 68-ї, 170-ї піхотних дивізій та піхотного батальйону 290-ї піхотної дивізії вермахту.
З травня 1941 до січня 1942 року дивізія виконувала окупаційні функції на півночі Франції у районі Рубе, Лілля. 12 травня 1942 року дивізія була перекинута на Східний фронт і підпорядкована групі армій «Південь». Виконувала завдання з протипартизанської боротьби на сході Білорусі та півночі України в районах Рогачов, Слуцьк, Гомель, Ніжин. У липні 1942 року перебувала у 4-й танковій армії з дислокацією поблизу Києва.
З липня 1942 до січня 1943 року билася у складі XIII армійського корпусу 2-ї польової армії під Воронежем та в березні 1943 року під Курськом. У наслідок успішного проведення Червоною армією Воронезько-Касторненської операції західніше Воронежу була оточена значна частина сил 2-ї німецької армії. Але через брак сил у радянських військ 29 січня німецько-угорським військам, що опинилися у кільці, вдалося вибити частини противника з Горшечного (населений пункт на південь від Касторне) і вирватися з «мішка». Німці здійснили прорив трьома окремими тактичними групами. Група Бекеманна включала залишки 75-ї, 340-ї, 377-ї німецьких дивізій і дві угорські дивізії — 6-ту і 9-ту, і налічувала близько 10 тисяч осіб. Група Зіберта складалася із залишків 57-ї, 68-ї і 323-ї піхотних дивізії, близько 8 тисяч солдатів і офіцерів. Група Голльвіцера включала залишки 26-ї і 88-ї піхотних дивізій. Оточені, з боями поступово проривалися на захід, внаслідок чого до 12-15 лютого пошарпані групи Голльвіцера і Зіберта вийшли з оточення в районі Обояні. Група Бекеманна була відсічена і розгромлена радянськими військами. Таким чином з 125 000 осіб, що потрапили в оточення, змогли вирватися менш ніж 25 000. Всі складські запаси і важке озброєння було втрачено. У наслідок важких боїв фактична чисельність дивізії знизилася до 7200 осіб, включаючи залишки 377-ї піхотної дивізії, які були підпорядковані їй раніше.
З вересня 1943 року відступ з України з боями під Києвом, Житомиром до Вінниці. У листопаді 1943 року залишки розбитої 327-ї піхотної дивізії були передані під її командування (як 327-ма дивізійна група). У важких оборонних боях, що відбулися далі, 340-ва піхотна дивізія була розбита і відведена з переднього краю фронту, станом на 10 січня 1944 року в строю залишилося менше 300 людей. Після реорганізації та доукомплектування дивізія була відновлена 13 лютого 1944 року.
У квітні 1944 року 340-ва дивізія потрапила в оточення поблизу Бродів, але з боями змогла вирватися знову. У липні 1944 року під час Львівсько-Сандомирської операції її частини знову потрапили в оточення біля Бродів, цього разу разом з формуваннями армійського корпусу. Однак дивізія змогла уникнути розгрому в оточенні, відступивши на південь. Надалі внаслідок запеклих боїв у Західній Україні дивізія вчергове зазнала настільки важких втрат, що 5 серпня 1944 року ОКГ наказав її розпустити.

## Райони бойових дій
- Німеччина (жовтень 1940 — травень 1941);
- Франція (травень 1941 — липень 1942);
- СРСР (південний напрямок) (липень 1942 — серпень 1944)

## Командування

### Командири
- генерал-лейтенант Фрідріх-Вільгельм Нойманн (нім. Friedrich-Wilhelm Neumann) (15 листопада 1940 — 1 березня 1942);
- генерал-лейтенант Віктор Кох (нім. Viktor Koch) (1 березня — 1 листопада 1942);
- генерал-лейтенант Отто Буце (нім. Otto Butze) (1 листопада 1942 — 24 лютого 1943);
- генерал-лейтенант Йозеф Пріннер (нім. Josef Prinner) (24 лютого — 25 жовтня 1943);
- генерал-лейтенант Вернер Еріг (нім. Werner Ehrig) (25 жовтня 1943 — 16 червня 1944);
- генерал-майор Отто Бетлер (нім. Otto Beutler) (16 червня — 21 липня 1944, загинув у бою під Бродами).

### Підпорядкованість
| Час       | Корпус         | Армія          | Група армій (округ)            | Штаб       |
| --------- | -------------- | -------------- | ------------------------------ | ---------- |
| 1940      |                |                |                                |            |
| листопад  | формування     |                | X військовий округ             | Шлезвіг    |
| 1941      |                |                |                                |            |
| січень    | формування     |                | X військовий округ             | Шлезвіг    |
| 9 травня  | XXXVII КОПр    | 15 А           | Група армій «D»                | Лілль      |
| 1942      |                |                |                                |            |
| січень    | XXXVII КОПр    | 15 А           | Група армій «D»                | Лілль      |
| 12 травня | передислокація | передислокація | Група армій «Південь»          | Україна    |
| 7 липня   | —              | 4 ТА           | Група армій «Південь»          | Київ       |
| 10 липня  | VII ак         | 2 А            | Група армій «B»                | Воронеж    |
| 24 серпня | XIII ак        | 2 А            | Група армій «B»                | Воронеж    |
| 1943      |                |                |                                |            |
| січень    | XIII ак        | 2 А            | Група армій «B»                | Воронеж    |
| березень  | XIII ак        | 2 А            | Група армій «Центр»            | Рильськ    |
| вересень  | XIII ак        | 4 ТА           | Група армій «Південь»          | Конотоп    |
| листопад  | XIII ак        | 4 ТА           | Група армій «Південь»          | Димер      |
| грудень   | XIII ак        | 4 ТА           | Група армій «Південь»          | Житомир    |
| 1944      |                |                |                                |            |
| січень    | XIII ак        | 4 ТА           | Група армій «Південь»          | Винниця    |
| лютий     | —              | 4 ТА           | Група армій «Південь»          | Винниця    |
| 1 березня | XIII ак        | 4 ТА           | Група армій «Південь»          | Торговиця  |
| 1 квітня  | XIII ак        | 4 ТА           | Група армій «Північна Україна» | Берестечко |
| 1 травня  | XIII ак        | 4 ТА           | Група армій «Північна Україна» | Радехів    |
| 1 липня   | XIII ак        | 4 ТА           | Група армій «Північна Україна» | Радехів    |

### Склад
| 1940                                   | 1944                       |
| -------------------------------------- | -------------------------- |
| 694-й піхотний полк                    | 327-ма дивізійна група     |
| 695-й піхотний полк                    | 695-й гренадерський полк   |
| 696-й піхотний полк                    | 769-й гренадерський полк   |
| 340-й артилерійський полк              |                            |
| 340-й інженерний батальйон             |                            |
| —                                      | 340-й фузилерний батальйон |
| 340-й протитанковий дивізіон           |                            |
| 340-й дивізійний батальйон зв'язку     |                            |
| —                                      | 340-й запасний батальйон   |
| 340-ве дивізійне управління постачання |                            |